# Мирослава Кацарова
Мирослава Кацарова е българска джаз певица. Водеща е на две предавания по радио Джаз ФМ: Singin’n’swingin за вокален джаз и Дезафинадо за латино джаз.

## Музикална кариера
Любовта на певицата към музиката на Майлс Дейвис, Ела Фицджералд и Били Холидей датира от ученическите ѝ години в езиковата гимназия в Пловдив. През 2000 г. излиза първият ѝ авторски албум „Бяло в бяло“. Огромна роля в неговото създаване има пианистът близък приятел на Мира, Румен Тосков – Рупето. За срещата и работата си с Рупето тя казва, че е съдбовна и че той винаги ще си остане нейният най-голям учител по музика.
През 2012 г. Мира издава своя втори студиен албум Vuelvo al sur, в който кани на музикално пътешествие на юг, към родината на боса нова, танго и латино джаза.
Когато не е на сцената, гласът ѝ може да се чуе на честотата на радио Джаз ФМ, в авторските ѝ предавания Дезафинадо и Singin’ n Swingin'. Всяка седмица Мира споделя със слушателите на радиото най-добрите примери от света на красивия латино джаз и представя най-забележителните гласове от световната сцена.
Джаз певицата има щастието да работи с някои от най-добрите български музиканти, част от които, като Веселин Веселинов – Еко и Христо Йоцов, са с нея от самото начало.
Заедно със семейството си тя живее в родния си Пловдив.
Мирослава Кацарова е внучка на легендата на Ботев Пловдив Никола Щерев - Старика. Самата тя признава, че е привърженичка на легендарният пловдивски клуб. 